# گورستان چم سورک سفلی
گورستان چم سورک سفلی مربوط به سده‌های متاخر دوران‌های تاریخی پس از اسلام است و در شهرستان گیلانغرب، بخش مرکزی، دهستان ویژنان، ۱/۱ کیلومتری جنوب شرق روستای چم سورک سفلی واقع شده و این اثر در تاریخ ۲۶ اسفند ۱۳۸۷ با شمارهٔ ثبت ۲۵۷۰۱ به‌عنوان یکی از آثار ملی ایران به ثبت رسیده است.